# Коростенська дирекція залізничних перевезень

Коростенська дирекція залізничних переве́зень (ДН-4) — адміністративна установа управління регіональної філії "Південно-Західна залізниця" АТ "Укрзалізниця", що відповідає за вантажні та пасажирські залізничні перевезення в центральній та північній частині Житомирщини.
Розташована в місті Коростень. Відкрита 1896 року.

## Історія
1902 року було завершено будівництво залізниці Київ — Ковель, на якій було споруджено станцію Коростень, що швидко набула важливого значення. Спочатку це проміжна станція, однак впродовж 1915—1916 років споруджено залізниці Коростень — Житомир та Коростень — Овруч, а 1927 року залізницю Коростень — Новоград-Волинський. Станція перетворюється на великий залізничний вузол. Створено паровозне депо. 1983 року електрифіковано станцію Коростень, а 1985 року — завершено електрифікацію залізничного вузла.
До вибуху на ЧАЕС 1986 року північна частина Київської області, залізниця Овруч-Чернігів до станції Янів (місто Прип'ять) також належали до обслуговування ДН-4 Коростень, після 1986 рух зі станції Янів до станції Вільча припинено, з 2006 року рух по ділянці Овруч — Вільча також припинено.

## Інфраструктура
У ДН-4 основними залізничними вузловими станціями є Коростень та Житомир.
Житомир — вузлова вантажна станція першого класу Коростенської дирекції Південно-Західної залізниці. Від станції відходять лінії:
- на Коростень (довжина 82 км) — одноколійна, збудована 1915 року, неелектрифікована;
- на Коростишів (27 км) — одноколійна, збудована 1957 року, неелектрифікована.
- на Фастів I (101 км) — одноколійна, збудована 1936 року, електрифікована 2011 року;
- на Бердичів (50 км) — одноколійна, збудована 1896 року, неелектрифікована;
- на Звягель I (91 км) — одноколійна, збудована 1936 року, неелектрифікована.

Коростень — вузлова станція 1 класу Коростенської дирекції Південно-Західної залізниці. Є основною залізничною брамою міста Коростень. Основна станція Коростенського залізничного вузла. Велике значення для розвитку Коростеня мало будівництво залізниць. Станція Коростень з'єднана приміським сполученням з Києвом, Новоградом-Волинським, Житомиром, Овручем, Олевськом. Регіональні поїзди сполучають Коростень із Києвом, Житомиром, Вінницею, Шепетівкою, Козятином, Овручем. Поїзди далекого сполучення курсують до багатьох міст України, зокрема до Києва, Львова, Харкова, Івано-Франківська, Ужгорода, Житомира, Ковеля, Трускавця, а також до Варшави, Кишинеу, Санкт-Петербурга, Мінська. На станції розташоване вагонне депо Коростень, колійно-машинна станція № 122.

## Енергетичне господарство
Електропостачання пристроїв електротяги поїздів, засобів сигналізації, централізації, блокування і зв'язку на території ДН-4 здійснює Коростенська дистанція електропостачання. Керівник дистанції — Валерій Багінський. У дистанції працює майже 300 фахівців.
27 жовтня 1960 наказом Міністерства шляхів сполучення СРСР та наказом керівництва Південно-Західної залізниці енергетичне господарство Коростенського відділка було відокремлене у самостійне госпрозрахункове підприємство — Коростенську дільницю енергопостачання (ЕЧ-4).
У 1960 почали створюватися власні будівельно-монтажні бригади, почалося будівництво поздовжніх ліній електропостачання. 5 листопада 1983 відкрито постійний рух електропоїздів на дільниці Коростень-Київ.
У 1987 Коростенську дільницю енергопостачання перейменовано у Коростенську дистанцію електропостачання.
У 1990 на лініях поздовжнього електропостачання почали замінювати дерев'яні опори на залізобетонні. Почалося будівництво ліній автоблокування.
У 2011 працівники дистанції брали участь у електрифікації дільниці Житомир-Фастів. електропостачання.

## Локомотивне депо «Коростень»
Локомоти́вне депо «Коростень» (ТЧ-7) — одне з 9 основних локомотивних депо Південно-Західної залізниці. Розташоване на станції Коростень-Подільський. Спеціалізується на ремонтних роботах рухомого складу та здійсненню пасажирських та вантажних перевезень. Штат працівників налічує більше 1000 осіб. У 2013 році локомотивне депо Коростень стало переможцем номінації «Найкращий платник податків» національного конкурсу «Найкращий підприємець року». Підприємство бере активну участь у розвитку благоустрою Коростеня. Засноване 1903 року, невдовзі після спорудження залізниці Київ-Ковель, що пройшла через Коростень. На нинішньому місці знаходиться з 1914 року. Збереглися деякі історичні споруди. При депо діє музей історії.

## Міжнародні перевезення

### Східний напрямок
На станції Овруч в бік Прип'яті починається одноколійна лінія Овруч-Чернігів. За часів Радянського Союзу з Овруча до Чернігова (через Прип'ять, станція Янів) курсували 2 пасажирських поїзди: Хмельницький-Москва та Житомир-Москва.
У 1986 році, у зв'язку з вибухом на ЧАЕС, маршрути вищезазначених поїздів змінили: поїзд Хмельницький-Москва змінив маршрут та почав курсувати через Хмільник та Київ (Хмельницький-Староконстянтинів-Хмільник-Калинівка-Козятин-Київ-Москва, замість Хмельницький-Староконстянтинів-Шепетівка-Новоград-Волинський-Коростень-Овруч-Янів(Прип'ять)-Чернігів-Ніжин-Москва), та поїзд Житомир-Москва змінив маршрут через Малин та Київ (Житомир-Коростень-Малин-Київ-Ніжин-Москва, замість Житомир-Коростень-Овруч-Янів(Прип'ять)-Ніжин-Москва).
Поїзд із Житомира до Москви (та причепним вагоном Житомир-Полтава) через Коростень та Київ курсував з 1986 року до 2008 року, потім був переведений в 4 причепні вагони Житомир-Москва у складі пасажирського поїзда Житомир-Харків (причепні вагони Житомир-Полтава скасували).
До 2008 року поїзд Житомир-Харків курсував через Фастів (далі на Київ). Після того, як поїзд Житомир-Харків об'єднали з поїздом Житомир-Москва, Харківський поїзд змінив маршрут до Києва через Коростень, замість Фастова. У 2012 році після «реформ Колеснікова» поїзд Житомир-Харків разом із причепними вагонами Житомир-Москва скасовано остаточно.
Після розпаду СРСР в Овручі був встановлений пункт митного контролю, після вибуху на ЧАЕС рух поїздів по лінії Овруч-Чернігів зупинено. Таким чином пасажирське міжнародне сполучення з Житомиром та Москвою припинилось.
На початку 2010-х було змінено маршрут курсування поїзду Ковель-Москва: замість курсування через Бердичів та Козятин, маршрут поїзда було змінено через Новоград-Волинський, Коростень.

### Західний напрямок
Через Коростень проходить основна залізнична магістраль до Польщі Київ-Варшава. До «реформ» Колеснікова через Коростень відбувалося інтенсивне міжнародне сполучення з Німеччиною. До листопада 2013 року курсував міжнародний поїзд Київ-Берлін, в складі якого були причепні вагони сполученням Харків-Берлін, Донецьк-Берлін, Одеса-Берлін, Сімферополь-Берлін, Харків-Варшава, Донецьк-Варшава, Астана-Варшава, Сімферополь-Варшава. Влітку 2010 року причепні вагони сполученням Одеса-Варшава та Кишинів-Варшава курсували у складі поїздів Кишинів-Санкт-Петербург (з півдня до Коростеня), далі, з Коростеня в напрямку Варшави курсували у складі поїзда Київ-Варшава. Отже, 2010 року сполучення з Варшавою мав не лише Коростень, але й Житомир.

### Північний напрямок
На станції Овруч здійснюється митний контроль пасажирів, що в'їжджають та виїжджають з України в сторону Білорусі. Оскільки наступні населені пункти в північному напрямку від Овруча обслуговують лише зупинні пункти (Товкачевський (смт. Першотравневе) Бережесть та Виступовичі) митний контроль здійснюється на станції Овруч. З боку Білорусі митний контроль обслуговує станція Словечно, Гомельської області.
В бік Білорусі курсували такі швидкі поїзди як Санкт-Петербург-Одеса; Санкт-Петербург-Кишинів; Мінськ-Кишинів; Барановичі-Житомир; Мурманськ-Кишинів; Брест-Сімферополь; Барановичі-Сімферополь; Гродно-Сімферополь; Брест-Харків; Гродно-Київ; Брест-Київ; Житомир-Санкт-Петербург; Хмельницький-Санкт-Петербург.
Зараз через Овруч курсує лише швидкий поїзд № 61 із Кишинева в Санкт-Петербург та поїзд, який не зупиняється на жодній станції в Україні № 373 Мінськ-Варна[джерело?]. До середини першого десятиліття XXI століття курсував міжнародний приміський дизель-поїзд з сполученням Коростень-Словечно, що доїжджав від Коростеня до першого населеного пункту Білорусі.